# 小口蘑属
小口蘑属（学名：Tricholomella）是离褶伞科下的一个属。

## 下属物种
本属包括以下物种：
- 纯白小口蘑 Tricholomella constricta (Fr.) Zerova ex Kalamees